# 구붕

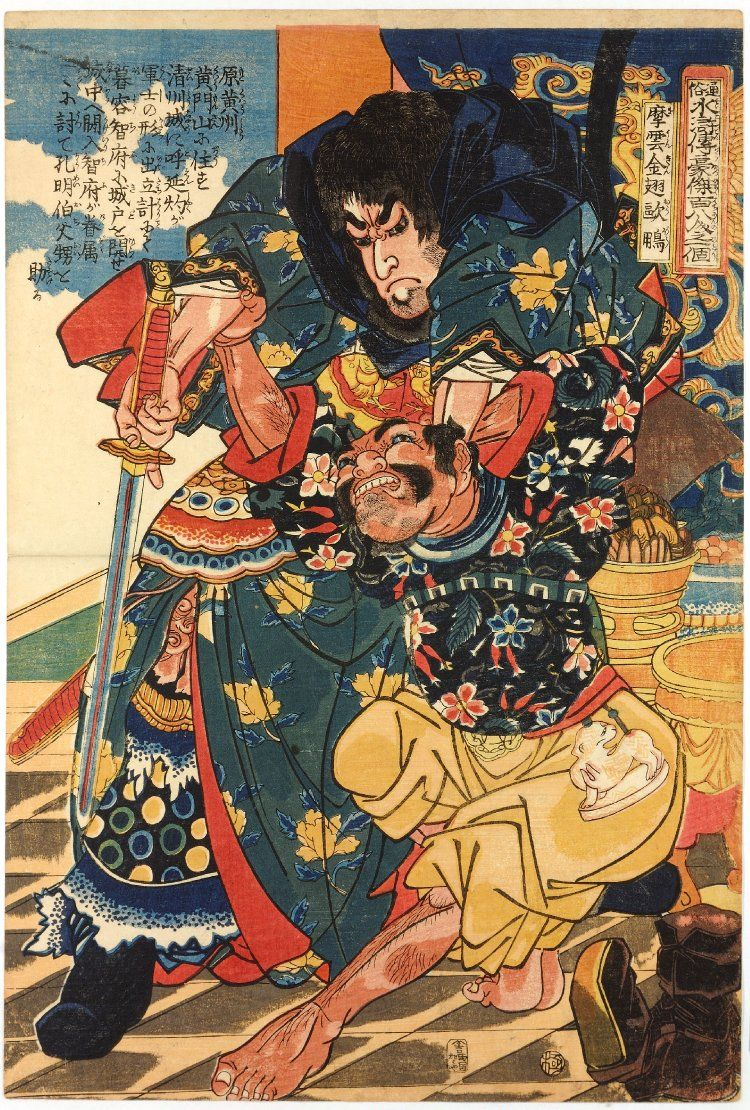

구붕(歐鵬)은 중국의 사대기서(四大奇書) 중 하나인 《수호전》(水滸傳)에 등장하는 인물로, 108성 중 48위이자 지살성(地煞星)의 지활성(地闊星)에 해당한다. 별호는 마운금시(摩雲金翅). 황문산에 거처를 둔 산적으로 그 황문산의 네명의 두령 중 서열이 제일 위이다. 장신에 훌륭한 풍채로 보통의 창보다 중량이 높고 다루기 어려운 철창을 대나무 장대처럼 조종하고, 몸놀림도 민첩하며 상황 판단력과 병졸 통솔도 뛰어나 다른 세두령보다 머리 하나는 더 빼어나 '하늘을 가르는 금시조'라는 뜻인 마운금시라 불린다. 그의 이름인 '붕(鵬)'자체가 전설의 새를 가리킨다.

## 생애
구붕은 황주에서 대대로 군인인 집안에서 태어났으며 자신도 장강의 군영에서 근무하다가 상관과 불화를 일으켜 나오게 되고, 황문산에 들어가 산적이 되어 장경, 마린, 도종왕 등의 동료들과 함께 4,500명의 졸개들을 이끌고 있었다. 그때 강주에서 형장을 습격한 양산박 일당이 귀로하여 황문산의 본거지 부근을 지나게 된다는 정보를 얻은 구붕들은 천하의 의적으로 이름난 양산박 일당을 영접하고 싶어 했다. 양산박의 무리가 오자 일부러 습격하는 듯한 행동을 보이며 양산박 일행들이 자칭하도록 만들어 실제 양산박 일행임을 확인하자 지체없이 자신의 결례를 사과하고 양산박 일행을 산채로 초대하여 크게 대접하였다. 이 자리에서 이들의 실력을 들은 송강으로부터 합류의 제안을 받고 기뻐하던 구붕들은 그대로 양산박에 합류한다.
양산박 입산 후에는 가족을 데려오기 위해 고향으로 갔던 송강이 습격당한 것을 구출하고, 축가장과의 전투에서는 적장 호삼랑과 대결하지만 열세에 처하자 마린과 교체한 후, 뒤이어 출격해 온 난정옥에게 도전한다. 난정옥은 싸우다 도망치는 체하고 구붕은 난정옥을 추격하는데 이는 함정이었고 난정옥의 철퇴가 구붕의 어깨에 직격하여 낙마한다. 아군에게 구출되어 가까스로 달아났으나 갈비뼈가 부러지는 중상을 입고, 부상의 회복과 원군 요청으로 양산박으로 송환되고 만다. 상처가 아물고 난 후에는 양산박의 주요 전역에는 모두 참여하였고, 특히 증두시와의 전투에서는 수령 조개가 독화살에 저격당하여 양산박군은 혼란에 빠지고 다른 호걸들도 앞 다투어 퇴각하는 가운데 오직 구붕만이 주위 상황을 지켜보고 혼란스러운 패잔병들을 모아 진중까지 끌고 가 피해를 최소화하는 행동을 보였다.
108성이 양산박에 모인 후에는 마군 소표기 겸 척후 두령 16원의 제9위에 임명되어 관군과의 전투나 귀순 후 각지의 전역에서도 주로 등비나 양산박 입산 이전부터 아는 사이인 마린 등과 함께 임충, 동평의 부장이나 송강, 노준의의 직속 부대로 활약, 요나라와 전호와의 전투에서는 적장을 죽이는 공도 세웠다. 방랍과의 전투에서도 활약을 계속하여 흡주성 공략전에서는 적장 방만춘과 일대일 대결을 펼쳐 이를 물리치고 추격한다. 이때 방만춘이 뒤돌아보며 화살을 쏘는데, 이것은 구붕이 상정하고 있던 상황이었고 그 화살을 맨손으로 잡아내는 기술을 해낸다. 그런데 방만춘은 구붕이 자세를 바로잡기도 전에 연달아 두번째 화살을 쏘았고, 이에 대처하지 못한 구붕의 가슴에 명중하여 그대로 절명하였다.